# I frack
I frack är en svensk film från 1965 och filmaren och konstnären Claes Söderquists första film.
Filmen vann första pris i tävlingen "Min arbetsmiljö" arrangerad av Sveriges television. Konstnären Curt Hillfon filmade och ljudspåret är improviserad jazzmusik skapad av musikerna Janne Carlsson, Kurt Lindgren och Jan Wallgren. Filmen är 11 minuter lång.  I frack har visats på ett flertal utställning, bland annat Claes Söderquists - Passager, Konstakademien, Stockholm, 2013, Kristianstads Konsthall, 2014.

## Handling
En man träder in i ett tomt rum, sätter upp ett bord mot en vägg och bär in en koffert. Han gör ett antal marionettdockor och tar på sig frack och hög hatt som tagits fram ur kofferten. Dockorna, och ett antal moln gjorda av skrynkligt papper, hängs upp på vägg och i tak. I frack är en lekfull beskrivning av konstnärsrollen och arbetet i ateljén, om att vara mitt i skapandet och på gränsen till att uppslukas av sitt verk.